# Diacylglycerol-O-Acyltransferase 2
Diacylglycerol-O-acyltransferase 2 (DGAT2) ist ein Enzym aus dem Stoffwechsel von Lipiden.

## Eigenschaften
DGAT2 ist als Enzym aus der Gruppe der Diacylglycerol-O-Acyltransferasen an der Biosynthese von Triacylglyceriden beteiligt. Sie überträgt eine Acylgruppe von Acyl-CoA auf Diacylglycerol (als letzten Schritt der Biosynthese von Triacylglyceriden) oder Retinol. Im Gegensatz zu DGAT1 ist DGAT2 essentiell. GPAT2 wird durch Niacin gehemmt.
DGAT2 katalysiert folgende Reaktionen:
Acyl-CoA + 1,2-Diacylglycerol = CoA + Triacylglycerol
Acyl-CoA + Retinol = CoA + Retinylester
DGAT2 ist an der Entstehung einer Fettleber bei zu hoher Nahrungsmittelzufuhr an Kohlenhydraten beteiligt.